# Cesta I. triedy 16
Die Cesta I. triedy 16 (slowakisch für ‚Straße 1. Ordnung 16‘), kurz I/16, ist eine Straße 1. Ordnung in der Slowakei. Sie beginnt in Budča bei Zvolen und passiert dann Detva, Lučenec, Rimavská Sobota, Rožňava, bevor sie östlich des Stadtzentrums von Košice endet. Somit stellt sie auch den zweiten Teil der sogenannten Südroute von Bratislava nach Košice dar. Sie ist Teil der Europastraßen E 58 und E 571, in Zvolen kurz auch der E 77
Die I/16 entstand am 1. August 2015 aus einem Teilstück der Straße 1. Ordnung 50, die zugleich vollständig aufgelöst wurde.

## Verlauf

### Banskobystrický kraj
Die I/16 beginnt bei Budča an der Anschlussstelle mit der Schnellstraße R1 und erreicht kurz danach Zvolen, wo sie auch die Nord-Süd-Straße E77 trifft. Durch einen Teil des Talkessels Zvolenská kotlina entlang der Slatina verläuft sie ostwärts Richtung Zvolenská Slatina und Detva, danach südostwärts im Tal des Krivánsky potok zwischen den Gebirge Ostrôžky und dem Veporer Gebirge (Teil des Slowakischen Erzgebirges) und kurz vor Lučenec beginnt der große Südslowakischen Kessel. Danach wendet sich die I/16 wieder Richtung Osten, bei Ožďany verläuft sie durch zwei Serpentinen im Sattel Oždiansky kopec, tangiert die Stadt Rimavská Sobota, passiert durch eine Hügellandschaft und bei Tornaľa den Banskobystrický kraj verlässt.

### Košický kraj

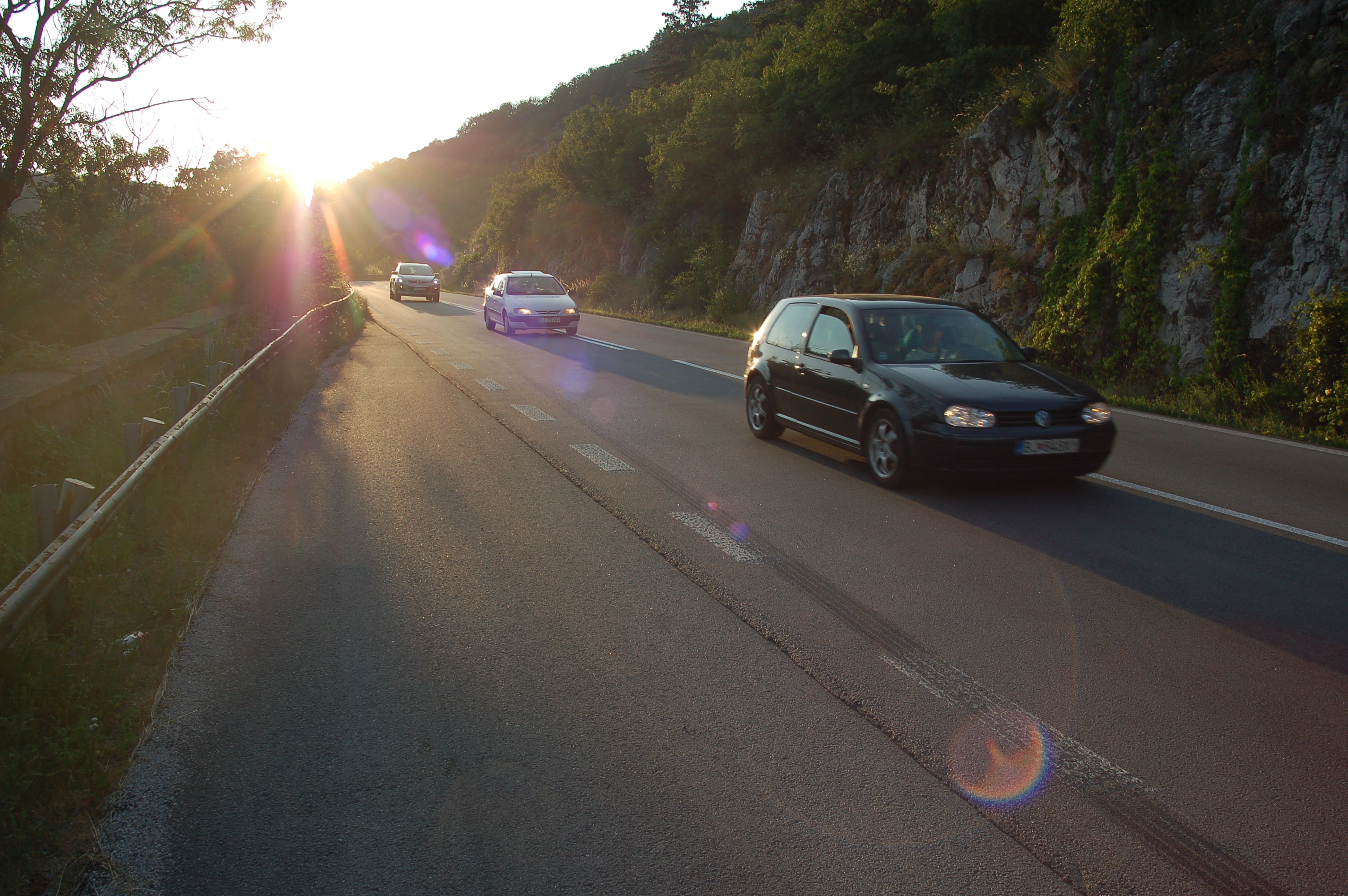
Die I/16 am Jablonovské sedlo (Soroška) zwischen Rožňava und Turňa nad Bodvou

Die Straße dann geht durch das Slanátal Richtung Norden und Nordosten und berührt den Slowakischen Karst mit zahlreichen Höhlen, zuerst bei Plešivec; das Gebirge ist zugleich ein Nationalpark. Bei Rožňava verlässt sie das Flusstal und verläuft noch einmal überwiegend in östliche Richtung, dabei überquert den Sattel Jablonovské sedlo, ebenfalls im Slowakischen Karst, bevor sie die bevölkerungsreiche Kaschauer Kessel durchläuft, zunächst durch Turňa nad Bodvou und Moldava nad Bodvou. In Košice bildet die I/16 einen Teil der vierspurig ausgebauten inneren Ortsumgehung, von Šaca bis zur Anschlussstelle Prešovská-Sečovská östlich des Stadtzentrums.

## Ausbauzustand
Die I/16 ist in weiten Teilen eine zweispurige, nicht richtungsgetrennte Straße. Langfristig soll sie durch die Schnellstraße R2 abgelöst werden, von der erste Teilabschnitte bereits fertiggestellt sind.